# Bahnhof Bruxelles-Schuman/Brussel-Schuman

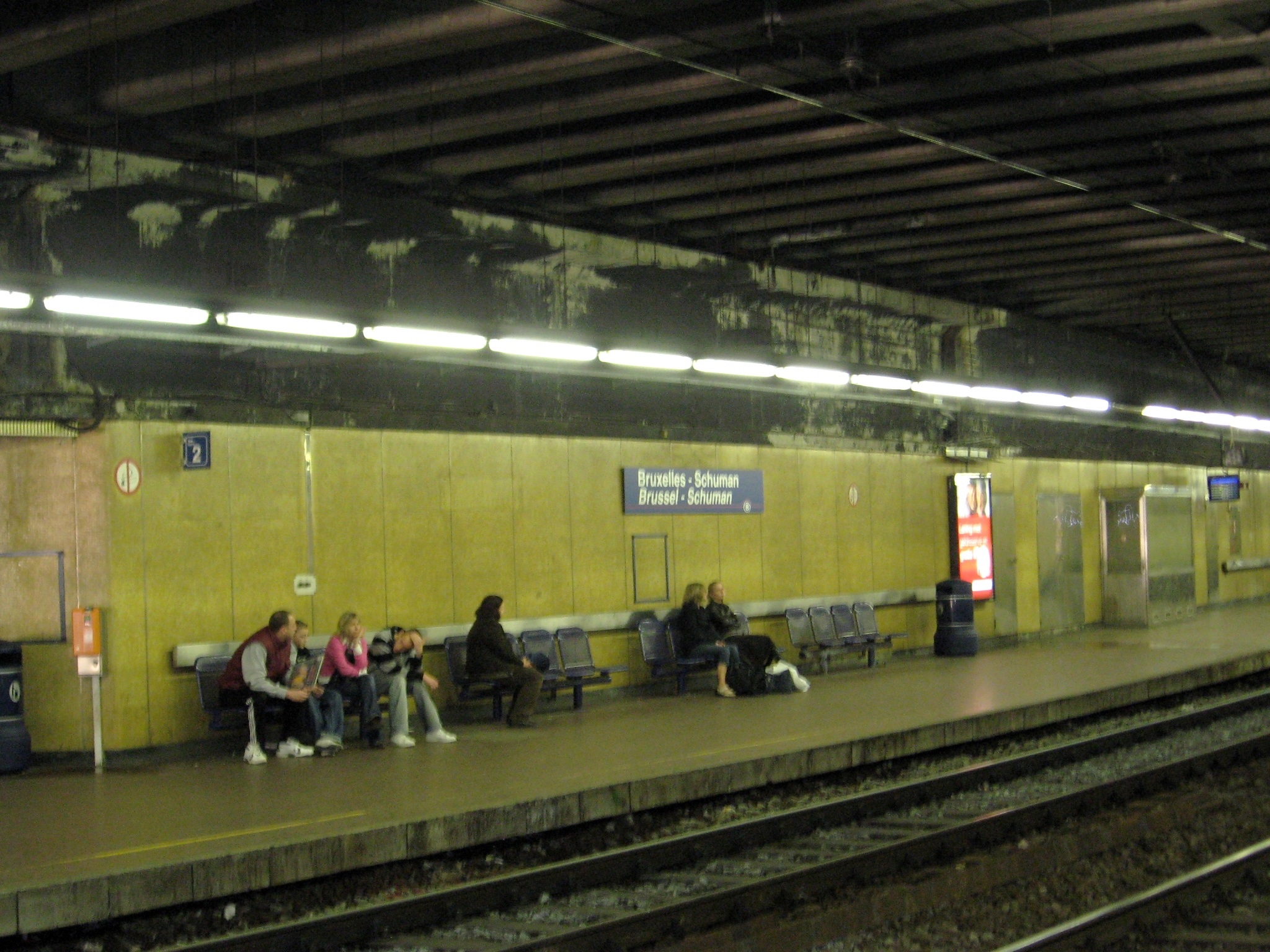
Die Bahnstation

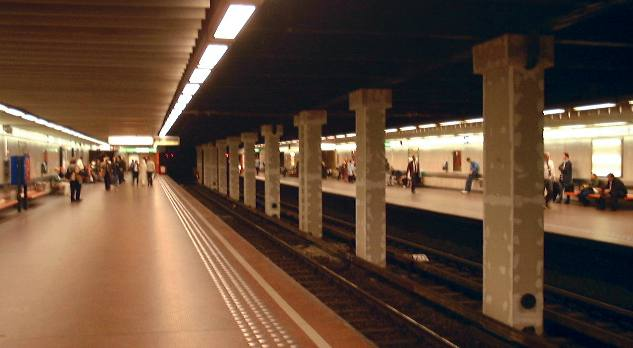
Die Metrostation vor den Umbaumaßnahmen

Der Bahnhof Brüssel-Schuman (französisch gare de Bruxelles-Schuman, niederländisch station Brussel-Schuman) ist ein Tunnelbahnhof in der belgischen Hauptstadt Brüssel, der 1969 eröffnet wurde. Er ist nach dem französischen Politiker Robert Schuman benannt. Der Bahnhof befindet sich zum Teil unterhalb des Berlaymont-Gebäudes.

## Verkehr
Unterhalb des Bahnhofs befindet sich die gleichnamige Metrostation, an der eine Umsteigemöglichkeit zu den Linien 1 und 5 besteht. Am Bahnhof halten außerdem diverse Buslinien. An den zwei Gleisen halten Intercity-Züge sowie die Brüsseler S-Bahn.
Die Metrostation Schuman wurde im Zuge des Premetro-Baus zur gleichen Zeit wie die Bahnstation 1969 eröffnet. Bis zum 20. September 1976 hatten die Premetro-Züge dort ihre Endhaltestelle, danach wurde die Premetro durch die neue U-Bahn ersetzt.
Der Bahnhof wurde zwischen 2008 und 2016 umgebaut und um zwei Gleise erweitert, welche für die neue Tunnelstrecke der Bahnstrecke Josaphat–Schaerbeek/Schaarbeek benötigt werden. Die Tunnelstrecke ermöglicht eine schnellere Verbindung nach Leuven, Antwerpen und zum Flughafen Brüssel-Zaventem (letztgenannter konnte wegen der Terroranschläge vom 22. März 2016 erst später als geplant angefahren werden). Nach dem Umbau zählt die Station zu den größten und wichtigsten der Stadt.
| Linie | Verlauf | Takt Mo–Fr                                            | Takt Sa, So                  |
| ----- | --- | ----------------------------------------------------- | ---------------------------- |
| IC 16 | Brüssel-Süd – Brüssel-Central – Brüssel-Nord – Brüssel-Schuman – Brüssel-Luxemburg – Ottignies – Namur – Arlon – Luxemburg                            | 60 min                                                | 60 min                       |
| IC 17 | (Flughafen Brüssel-Zaventem – oder Brüssel-Süd –) Brüssel-Schuman – Brüssel-Luxemburg – Ottignies – Namur – Dinant                                    | 60 min Flughafen Brü. – Dinant                        | 60 min Brüssel-Süd – Dinant  |
| IC 18 | Liège-Saint-Lambert – Liège-Guillemins – Huy – Namur – Ottignies – Brüssel-Luxemburg – Brüssel-Schuman – Brüssel-Nord – Brüssel-Central – Brüssel-Süd | 60 min                                                | –                            |
| IC 27 | (Charleroi-Sud – Nivelles –) Braine-l’Alleud – Brüssel-Schuman – Brüssel-Luxemburg – Flughafen Brüssel-Zaventem (– Leuven)                            | 60 min Charleroi–Flgh. Brü.                           | 60 min Braine-l’A.–Leuven    |
| S 4   | Aalst – Denderleeuw – Brüssel-Schuman – Brüssel-Luxemburg – Brüssel-Mérode – Vilvoorde                                                                | 60 min                                                | –                            |
| S 5   | Mechelen – Brüssel-Schuman – Brüssel-Luxemburg – Halle (– Edingen [– Geraardsbergen einzelne Fahrten])                                                | 30 min bis Halle, jeder 2. Zug nach Edingen/G’bergen  | 60 min nur Mechelen–Halle    |
| S 8   | Brüssel-Süd – Brüssel-Central – Brüssel-Nord – Brüssel-Schuman – Brüssel-Luxemburg – Ottignies (– Louvain-la-Neuve)                                   | 30 min bis Ottignies, jeder 2. Zug nach Louvain-la-N. | 30 min nur Brüssel–Ottignies |
| S 9   | Leuven – Zaventem – Brüssel-Luxemburg – Brüssel-Schuman – Braine-l’Alleud                                                                             | 60 min                                                | –                            |
| S 81  | Schaerbeek/Schaarbeek – Brüssel-Schuman – Brüssel-Luxemburg – Ottignies                                                                               | 3 Züge/Tag                                            | –                            |
| P     | verschiedene Verstärkerfahrten | HVZ                                                   | –                            |
| ICT   | verschiedene Fahrten von/zu touristischen Orten | Touristensaison                                       | Touristensaison              |